# La casa delle belle addormentate
La casa delle belle addormentate (眠れる美女, Nemureru bijo) è un romanzo dello scrittore giapponese Kawabata Yasunari, premio Nobel per la letteratura nel 1968. Il testo è stato tradotto in italiano nel 1972, nel volume omonimo, che contiene anche altri due racconti. Il tema principale dei testi presenti in questa edizione italiana è l'alienazione nelle varie forme, nonché la repressione del desiderio.
Nella sua opera, Kawabata è un visitatore abituale di quella parte della coscienza dove si incontrano sesso e pulsioni di morte, aspetto che lo ha talvolta trasformato per i lettori occidentali in un autore di raffinato erotismo.

## Trama
Un uomo di 67 anni di nome Eguchi Yoshio, ancora sessualmente attivo, si reca su consiglio di un amico in una casa privata nella quale anziani clienti senza più desiderio pagano per trascorrere la notte a letto, coricati di fianco a giovanissime ragazze vergini, senza il permesso di avere un rapporto sessuale con le fanciulle. Eguchi si domanda se la ragazza, completamente nuda sotto la coperta e così profondamente addormentata da non essersi ancora svegliata il mattino dopo, abbia preso un sonnifero. Si limita a ammirare la bellezza del suo giovane corpo e a recriminare sulla propria decadenza fisica.
Al mattino considera esaurita l'esperienza, ma quando dopo due settimane la tenutaria della casa gli telefona per invitarlo, ritorna e questa volta si corica con una ragazza nuova. La tentazione del corpo giovane e fresco è troppo forte, cerca di svegliarla ma senza riuscire nell'intento. La prima volta Eguchi è venuto per misurarsi con la bruttezza della propria vecchiaia, ma ora pensa che la finalità dell'esperienza consista nel rivivere i ricordi prodotti dalla vicinanza delle giovani. Ed è così che, data l'impossibilità di comunicare con le belle artificialmente addormentate, Eguchi inconsapevolmente inizia a ricordare la sua vita sentimentale passata, in particolare una donna con cui in gioventù tentò una fuga d'amore, e che poi fu costretta dai genitori a sposare un altro uomo.
La terza visita alla casa delle belle addormentate avviene solo una settimana dopo la seconda. Ogni volta Eguchi si decide all'ultimo momento, senza preavvertire, e la tenutaria si lamenta che in questo modo non può procurargli la ragazza che desidera. Stavolta la bella addormentata è molto più giovane delle precedenti, e gli ricorda una precedente avventura: una prostituta quattordicenne che gli era stata procurata durante un viaggio di lavoro.
L'ultima visita nella casa avviene dopo un fatto tragico, la morte di un anziano cliente mentre era in stanza con una ragazza addormentata; per evitare scandali e inchieste, l'uomo era stato trasportato altrove, ma Eguchi l'ha saputo da un amico. Nella stanza lo attendono due ragazze stavolta; come al solito, l'anziano passa la notte a recriminare sulla propria decadenza fisica, malgrado al contrario degli altri frequentatori della casa si consideri sessualmente attivo. Presagi di morte lo attraversano, immagina il proprio cadavere trasportato di nascosto in un altro luogo.
Purtroppo però al mattino è una delle due ragazze che ha smesso di respirare. Eguchi chiama la tenutaria, che prima nega l'evidenza, poi minimizza la tragedia: «Non si dia pensiero inutilmente. Riposi con comodo. Di ragazze ce n'è un'altra, no?» 

## Critica
(Mishima Yukio)
La casa delle belle addormentate trasporta il lettore in dimensioni distanti dall'esperienza comune, che inducono a una inquietudine senza scampo: definito da Goffredo Parise “capolavoro della vecchiaia”, si potrebbe anche interpretare come capolavoro della morte, dell'amore, della sessualità, della memoria.
La casa offre agli anziani clienti la possibilità di avvicinarsi all'amore fisico (e nel caso del protagonista,  anche alla morte), oggetto di desiderio e di paura, mediante l'attuazione di una delle più vertiginose fantasie di dominio mai concepite. Il finale è quindi un brusco richiamo alla realtà per il lettore, e l'indifferenza burocratica della tenutaria alla morte della bella addormentata produce un trauma inatteso:
(Mishima Yukio)
Il romanzo fu originariamente pubblicato in Giappone sul mensile "Shinchō" in sei puntate da gennaio a giugno 1960, e poi ancora in undici puntate da gennaio a novembre 1961; in questo stesso mese apparve per la prima volta in volume presso la casa editrice Shinchōsha, con la divisione definitiva i cinque capitoli, ognuno dei quali contiene una visita di Eguchi Yoshio nella casa delle belle addormentate.

## Adattamenti
L'opera è stata adattata per il teatro dal drammaturgo americano David Henry Hwang. Inoltre, ha ispirato Memoria delle mie puttane tristi di Gabriel García Márquez.
- La casa delle vergini dormienti (The House of the Sleeping Virgins), regia di Kôzaburô Yoshimura (1969)
- Nemureru bijo (House of Sleeping Beauties), regia di Hiroto Yokoyama (1995)
- Bellas durmientes, regia di Eloy Lozano (2001)
- Das Haus der schlafenden Schönen, regia di Vadim Glowna (2006)
- Sleeping Beauty, regia di Julia Leigh (2011)

## Edizioni
- La casa delle belle addormentate, trad. di Mario Teti, prefazione di Yukio Mishima, Milano, A. Mondadori, 1972.
- La casa delle belle addormentate, trad. di Mario Teti, prefazione di Yukio Mishima, postfazione di Goffredo Parise, Milano, A. Mondadori, 1982.
- La casa delle belle addormentate, Milano, A. Mondadori, ("Oscar" n. 1886), 1986. (contiene anche Uccelli ed altri animali [Kinjû] e Il braccio [Kataude])
- La casa delle belle addormentate, Milano, ES, 1993. ISBN 88-85357-43-1.
- Kawabata Yasunari, Romanzi e racconti, Mondadori ("I Meridiani"), 1993, ISBN 978-88-04-50320-0.
- La casa delle belle addormentate, Milano, SE, 2000 ISBN 88-7710-472-4.